# Mirow
Mirow är en stad i Landkreis Mecklenburgische Seenplatte i förbundslandet Mecklenburg-Vorpommern i Tyskland.
Kommunen ingår i kommunalförbundet Amt Mecklenburgische Kleinseenplatte tillsammans med kommunerna Priepert, Wesenberg och Wustrow.
Den tidigare kommunen Roggentin uppgick i Mirow 25 maj 2014.